# Алиша Фокс
Виктория Елизабет Крофърд (родена на 20 юни 1986) е американски модел, актриса, и професионална кечистка настоящо подписала с WWE под сценичното име Алиша Фокс.
Крофърд подписа договор с WWE през 2006, и дебютира в Ohio Valley Wrestling (OVW), развиващата се територия на WWE, през юли. Същата година, на 20 октомври, тя спечели Титлата при жените на OVW, но я загуби на следващия ден; нейното носене не се признава от OVW. На следващата годиан, се премести в Florida Championship Wrestling (FCW), друга развиваща се територия на WWE, където се би до 2009. Крофорд дебютира на Разбиване през юни 2008, използваща името Алиша Фокс и с образа на сватбен агент. През ноември, тя се премести в марката ECW, където придружаваше Ди Джей Гейбриъл. На следващата година, Фокс стана претендентка за Титлата на дивите на WWE, която спечели през юни 2010, носителка на титлата за два месеца, и стана първата афроамериканка шампионка на дивите на WWE в историята.
През октомври 2014, започна участието ѝ в реалити телевизионните серии Тотал Дивас по E! network като част от главния състав. През юни 2015, Фокс се съюзи с Близначките Бела в „Революцията на дивите“, сформирайки „Отбор Бела“.

## В кеча
- Финални ходове
  - Watch Yo' Face[15][16] (Scissors kick, на наведен или коленичещ опонент)[17] – 2010 г.; усвоено от Букър Ти
  - Foxy Bomb (Powerbomb)[18] – 2010
  - Officer Nasty (Somersault leg drop)[19] – 2011 – 13; използван като ключов ход след това
  - Foxy Buster (Modified leg drop bulldog, на опонент на колене)[14][20] – 2014 –
- Ключови ходове
  - Big boot,[21] понякога на застанал в ъгъла или пристигащ опонент[22]
  - Bridging Northern Lights suplex[23][24][25]
  - Canadian backbreaker rack[24][26]
  - Corner slingshot back elbow[27]
  - Elevated surfboard stretch[28][29]
  - Handstand headsissors takedown, на пристигащ опонент[30][31][32]
  - Knee drop, в гърба на легнал по лице опонент, понякога правен последователно[32][33]
  - Matrix evasion[32][34]
  - Monkey flip[35]
  - Многократен head smash, на горния обтегач[22]
  - Версии на тущове
    - Превъртане, понякога с мост[36]
    - Schoolgirl[32][34]
    - Small package[32][36]
    - Split legged sunset flip, от ъгъла[23][37][38]

  - Reverse chinlock[39][40]
  - Single leg dropkick, на пристигащ опонент[34][41]
  - Single leg Boston crab, понякога превърнат в over the shoulder single leg Boston crab[17][33][34]
  - Tilt-a-whirl backbreaker, понякога на пристигащ опонент[24][26]
- с Ники Бела
  - Отборни финални ходове
    - Double axe handle, в стомаха на опонент, понякога последван от legsweep (Nikki)[42][43]
    - Diving double axe handle, от второто въже, на ръката на опонента[42]
    - Double suplex[42][44]
- Прякори
  - „Най-искрената дива“[2]
  - „Лисицата от Флорида“[2]
- Мениджъри
  - Ди Джей Гейбриъл[2]
  - Мишел Макуул[45]
  - Ники Бела[46]
  - Бри Бела
- Придружавайки
  - Илайджа Бърк[3]
  - Ди Джей Гейбриъл[2]
  - Мишел Макуул[45]
  - Зак Райдър[1]
  - Джей Ти Джи[47]
  - Ники Бела[46]
  - Бри Бела
  - Пейдж[48]

Входни песни
- „Party On“ на Джим Джонстън[49] (18 ноември 2008 – 30 април 2009; използвана с Ди Джей Гейбриъл)
- „Shake Yo Tail“ на Billy Lincoln[50] (20 април 2009 – 2011)
- „Pa-Pa-Pa-Pa-Party“ на Джим Джонстън[51] (2011 –)
- „You Can Look (But You Can't Touch)“ на Джим Джонсън и изпълнена от Kim Sozzi[52] (25 юни 2015 – 26 октомври 2015; използана като част от Отбор Бела)
- „Beautiful Life“ на CFO$[53] (11 януари 2016 – 1 февруари 2016; използвана докато придружава Бри Бела)

### Титли и постижения
Ohio Valley Wrestling
- Шампионка при жените на OVW (1 път)

Pro Wrestling Illustrated
- PWI я класира като No. 17 от топ 50 жените кечистки в PWI 50 през 2010

World Wrestling Entertainment
- Шампионка на дивите на WWE (1 път)

Wrestling Observer Newsletter
- Най-лоша вражда на годината (2015) – Отбор Пи Си Би срещу Отбор Лоши срещу Отбор Бела
- Най-лош Работил мач на годината (2013) с Ей Джей Ли, Аксана, Кейтлин, Роса Мендес, Съмър Рей, и Тамина Снука, срещу Бри Бела, Камерън, Ива Мари, Джоджо, Наоми, Наталия, и Ники Бела на 24 ноември